# Schwarzstart
Als Schwarzstart wird das Anfahren eines Kraftwerks(blocks) bezeichnet, wenn dies unabhängig vom Stromnetz geschieht. Unter Schwarzstartfähigkeit versteht man die Fähigkeit eines Kraftwerks(blocks), unabhängig vom Stromnetz vom abgeschalteten Zustand ausgehend hochzufahren.

## Funktion
Die Schwarzstartfähigkeit ist insbesondere bei einem flächendeckenden Stromausfall von Bedeutung, um das Energienetz wieder in Betrieb zu nehmen. Im Normalfall wird die erforderliche Leistung zum Start einer Energieerzeugungseinheit aus dem Netz entnommen. Die Energie schwarzstartfähiger Erzeugungseinheiten kann dann zum Anfahren nicht-schwarzstartfähiger Erzeugungseinheiten verwendet werden.
Anders als Wasserkraftwerke benötigen Wärmekraftwerke ein hohes Maß an (elektrischer) Energie als Eigenbedarf, bevor sie selbst elektrische oder thermische Leistung bereitstellen können. Stellt man einem Kohle- oder Kernkraftwerksblock eine schwarzstartfähige Einheit mit ausreichender Leistung zur Seite, so kann für das Gesamtsystem auch hier Schwarzstartfähigkeit erreicht werden. Meist handelt es sich dabei um Gasturbinen, die im Schwarzstart mit Energie aus Akkumulatoren oder Dieselaggregaten in Betrieb genommen werden. Dieselaggregate sind ohnehin aus Gründen der Redundanz in Kernkraftwerken oft vorhanden, da auch nach Reaktorschnellabschaltung im Notfall (oder auch einfach regulärer Abschaltung) noch Nachzerfallswärme anfällt, welche durch das Kühlmittel abgeführt werden muss. Der Ausfall dieses Systems war einer der Aspekte, der zum Reaktorunfall von Fukushima führte. In jedem Netz muss eine ausreichende Anzahl von Kraftwerken mit Schwarzstartfähigkeit ausgerüstet werden, um für eine schnelle Netzwiederanfahrt nach einem Netzzusammenbruch verfügbar zu sein.

## Besondere Anforderungen
Ein schwarzstartfähiges Kraftwerk sollte über besondere Charakteristika verfügen:
1. Es sollte schnell starten können: Wenn der Schwarzstart lange dauert, dann kann das Kraftwerk nicht beim Wiederhochfahren eines zusammengebrochenen Netzes mithelfen; andere Kraftwerke könnten ihm bereits beim Start aushelfen – seine Schwarzstartfähigkeit ist dann nutzlos.
2. Es muss unabhängig von externen Stromquellen arbeiten können: Nicht nur der reine Stromerzeugungsprozess, sondern auch andere Nebenbedarfe müssen unabhängig vom Netz funktionieren (Kontrollzentrale, Telefon- und Kommunikationssysteme mit Netzbetreiber und -verwaltung, Umspannwerk …). Gegebenenfalls ist ein Inselbetrieb mit einem Teilnetz möglich (Versorgung wichtiger Verbraucher wie Polizei, Krankenhaus, Feuerwehr, THW).
3. Zudem sollte ein schwarzstartfähiges Kraftwerk einem hohen Anlaufstrom standhalten können, falls es nicht möglich war, es zuvor vom Netz zu trennen.
4. Es sollte ein flexibles Startverhalten aufweisen.

Beispiele für in Deutschland verwendete (direkt) schwarzstartfähige Kraftwerke sind
- Wasserkraftwerke, dazu zählen neben Laufwasserkraftwerken auch Speicherkraftwerke und Pumpspeicherkraftwerke
- Gasturbinenkraftwerke, auch in Kombination mit anderen Kraftwerkstypen wie Kernkraftwerken oder Kohlekraftwerken.

Gemäß Monitoring nach § 35 EnWG gibt es (Stand 2020) in Deutschland 174 schwarzstartfähige Anlagen (Kraftwerksblöcke bzw. Turbinen), die über eine Netto-Nennleistung von jeweils mindestens 10 MW verfügen. In Österreich gibt es in Summe 32 bestätigte schwarzstartfähige Kraftwerke und eine unbekannte Anzahl nicht bestätigter schwarzstartfähiger Kraftwerke. Bei vielen der bestätigten Kraftwerke ist aber nicht öffentlich bekannt, um welche Kraftwerke es sich im Konkreten handelt. Die bekanntesten und größten davon sind die Pumpspeicherkraftwerke Malta und Kaprun mit 850 bzw. 813 MW.

### Situation bei Wärmekraftwerken
Ein wesentlicher Hinderungsgrund, warum Wärmekraftwerke selten schwarzstartfähig sind, ist das Zusammenziehen und Verkürzen der Turbinenwelle, wenn sie von ihrer Betriebstemperatur auf Umgebungstemperatur abkühlt (Kälteschrumpfung). Sie verklemmt dann im Gehäuse und kann weder drehen, noch ausgebaut werden; für das Wiederanfahren des Kraftwerks muss sie erst vorgeheizt werden, um wieder freigängig drehen zu können, bevor sie vom heißen Dampf durchströmt werden kann.
Wird ein Wärmekraftwerk geplant abgeschaltet, so wird mit dem Aufheizen der Turbinenwelle rechtzeitig begonnen, um das Kraftwerk zum beabsichtigten Zeitpunkt wieder in Betrieb nehmen zu können.

### Situation bei Windkraftanlagen
Historisch gesehen waren Windparks so klein, dass sie für die Netzstabilität kaum relevant waren. Durch die Energiewende ändert sich die Situation. Auch Windenergieanlagen brauchen Strom für die Steuerungselektronik, die Generatorkühlung und die Blattwinkelverstellung oder Gondeldrehung. Wenn eine Windkraftanlage stillsteht, kann sie nur mittels externer Stromversorgung wieder produktiv geschaltet werden.  Windkraft ist somit nur begrenzt schwarzstartfähig, d. h. nur in Kombination mit Speichern / Batterien; dies kann auch durch Dieselgeneratoren, größere Batterien oder perspektivisch Wasserstoff-Speicher geschehen. Unterstützung kann beim sog. „Braunstart“ (wenn einzelne Kraftwerke schon wieder am Netz sind) sinnvoll sein.

### Situation bei Photovoltaikanlagen
Bei einem Stromausfall müssen wie auch bei einer Leitungsabschaltung PV-Wechselrichter abgeschaltet werden. Der Betrieb des Wechselrichter ist nur innerhalb bestimmter Netzparameter möglich, die der Strombetrieb aus der Batterie in der Regel nicht erfüllt. Kann die Batterie kein störungsfreies Netz zur Verfügung stellen, schaltet sich der Wechselrichter erst gar nicht ein. Hierfür gibt es folgende technische Lösungen:
- Es gibt spezielle schwarzstartfähige Wechselrichter, die – bei ausreichend Sonnenschein – mit Gleichstrom aus der PV-Anlage neustarten können.[9]
- Wenn die Gesamtanlage inselbetriebfähig ist, kann der Hybrid-Wechselrichter aus dem notstromfähigen Batteriespeicher beispielsweise automatisiert innerhalb weniger Sekunden auf eine Inselanlage umgeschaltet werden. Der Ersatzstrom wird dann vom Batteriespeicher geliefert, der wiederum von der Photovoltaikanlage gespeist wird. Dies solange bis der Batteriespeicher geleert wurde, in welchem Fall auch der Hybrid-Wechselrichter abgeschaltet wird. Hierfür wird ein spezieller inselbetriebfähiger bzw. schwarzstartfähiger Wechselrichter benötigt.[10]